# Neues vom Tage
Neues vom Tage ist – so die offizielle Bezeichnung – eine „lustige Oper in drei Teilen“ (11 Bildern) mit Musik von Paul Hindemith und Text von Marcellus Schiffer. Die Uraufführung fand am 8. Juni 1929 in der Berliner Krolloper unter der Leitung Otto Klemperers statt. Eine zweite Fassung in zwei Akten hatte am 7. April 1954 unter dem Titel Novità del giorno Premiere im Teatro San Carlo in Neapel.

## Handlung
Die Oper spielt in einer deutschen Großstadt zur Zeit der Uraufführung, also 1929.
Eigentlich sind Eduard und Laura noch gar nicht so lange ein Ehepaar, aber trotzdem zanken sie sich fast jeden Tag. Wieder einmal haben sie sich heftig gestritten und fassen nun den Entschluss, sich scheiden zu lassen. Da kündigt sich unerwarteter Besuch an. Herr und Frau M., mit denen sie seit kurzem befreundet sind, kehren gerade von ihrer Hochzeitsreise zurück. Sie setzen nun alles daran, die beiden Streithähne wieder zu versöhnen. Nicht nur, dass der Versuch gründlich misslingt, nein, sie geraten dabei selbst in Streit, und am Ende wollen sie sich ebenfalls scheiden lassen.
Auf dem Standesamt erfahren Herr und Frau M., dass ein Streit allein noch nicht für eine Scheidung reiche. Es müsse ein schwerwiegenderer Scheidungsgrund her. Dabei sei das „Büro für Familienangelegenheiten GmbH“ gerne behilflich. – Chef dieses Büros ist der „schöne Herr Hermann“. Gegen eine saftige Bezahlung vermittelt er Scheidungsgründe en masse. Dank seiner Hilfe sind Herr und Frau M. bald glücklich geschieden.
Nun wendet sich auch Laura an diese ominöse Agentur, und der schöne Herr Hermann schlägt ihr vor, sich mit ihm zu einer bestimmten Zeit im städtischen Museum zu treffen. Dort zieht dann der schöne Herr Hermann alle Register seiner Verführungskunst, um Laura mit schwülstigen Worten zu umgarnen. Das Techtelmechtel ist in vollem Gange, als plötzlich Lauras Mann auftaucht. Er hat von dem Treffen Wind bekommen und ist sogleich zum Museum geeilt. Inzwischen ist ihm bewusst geworden, dass er Laura trotz aller Spannungen immer noch liebt. Beim Anblick des „Scheidungsgrundes“ Hermann übermannt ihn die Eifersucht. Zornig packt er eine berühmte Venusfigur, die gerade in seiner Nähe steht, und schleudert sie auf den Boden, wo sie in tausend Scherben zerspringt. Die Polizei ist gleich zur Stelle und verfrachtet ihn ins Gefängnis.
Laura will nicht in ihre Ehewohnung zurückkehren. Sie mietet sich deshalb im Savoy-Hotel ein Zimmer. Gemütlich nimmt sie ein warmes Bad, um sich von der Aufregung zu erholen. Inzwischen hat der schöne Herr Hermann ihren Aufenthaltsort herausbekommen und steht plötzlich bei ihr im Bad. Er beteuert, sie tatsächlich zu lieben. Ganz unvermutet taucht dann auch noch Frau M. auf, die den schönen Herrn Hermann liebt, und beansprucht die Badewanne für sich. Dabei macht sie ungeheuer viel Lärm, was zur Folge hat, dass das ganze Hotel in Aufruhr gerät.
Der Skandal um Eduard – inzwischen wieder aus dem Gefängnis entlassen –  und Laura treibt immer größere Blüten. Sechs Manager haben Wind von der Sache bekommen und versuchen, den Skandal durch Theater, Varieté und Film zu vermarkten. Dabei plaudert das Paar vor einem riesigen Publikum über die privatesten Dinge und verdient eine Menge Geld. Je länger die beiden so fortfahren, desto mehr erkennen sie, dass sie im Grunde doch füreinander bestimmt sind. Eigentlich wollen sie sich gar nicht mehr scheiden lassen; aber die Öffentlichkeit hat sie nun einmal zu einem Ehepaar abgestempelt, das geschieden werden will, und in dieser Schublade müssen sie noch eine ganz schöne Zeit lang stecken bleiben!

## Gestaltung
Die Oper Neues vom Tage kann als Parodie einer Oper verstanden werden. Hindemith, der in seiner Musik gerne provokante Elemente verwendete, benutzt dazu die verschiedensten Musikstile. Neben den Arien im herkömmlichen Sinn mit ihren übertriebenen Kantilenen finden sich auch Elemente des in Deutschland damals gerade aufkommenden Jazz. Besonderen Humor beweist die Szene, in der Laura im Hotel in der Badewanne sitzt und eine Koloraturarie zum Lob der Warmwasserversorgung singt.

### Instrumentation
Die Orchesterbesetzung der Oper enthält die folgenden Instrumente:
- Holzbläser: zwei Flöten (auch Piccolo), Oboe, Englischhorn, Klarinette, kleine Klarinette, Bassklarinette, Altsaxophon, zwei Fagotte, Kontrafagott
- Blechbläser: Horn, zwei Trompeten, zwei Posaunen, Basstuba
- Schlagzeug (zwei Spieler): Große Trommel, Kleine Trommel, Tomtom, Becken, Gong, Zimbel, Triangel, Glockenspiel, Xylophon, drei elektrische Klingeln
- Klavier, Klavier vierhändig
- Harfe, Mandoline, Banjo
- Streicher: sechs Violinen, vier Violen, vier Violoncelli, vier Kontrabässe

## Uraufführung

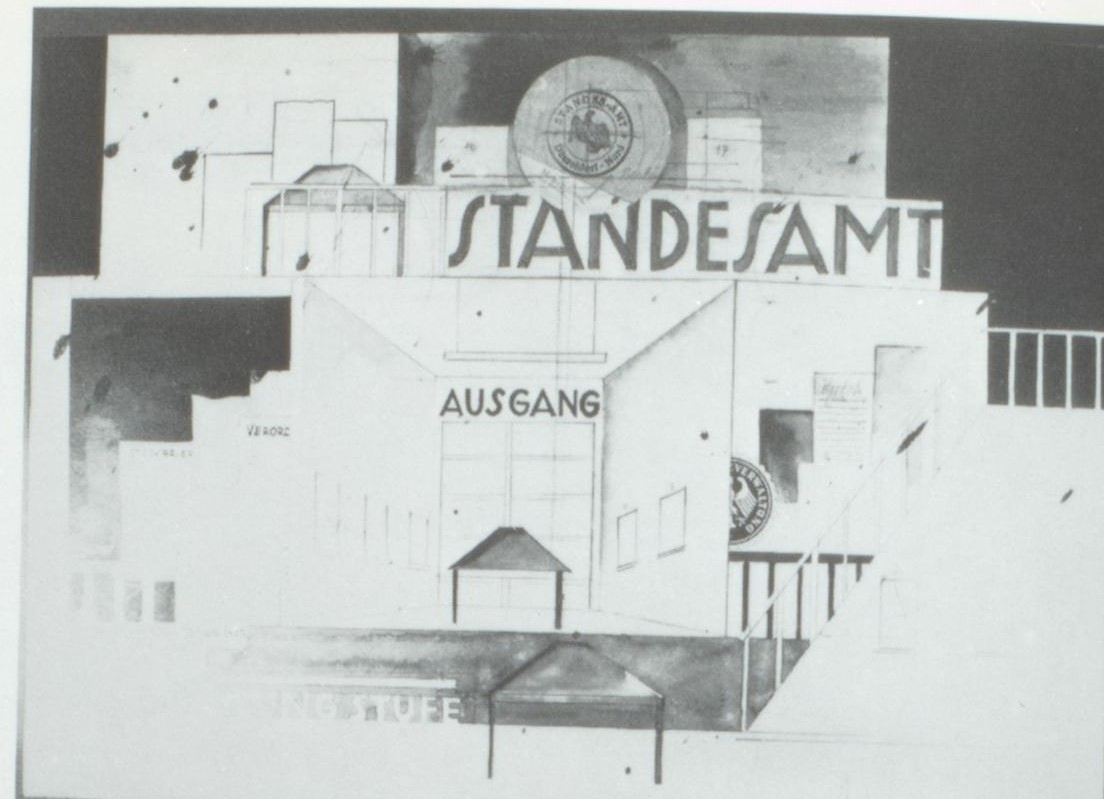
Bühnenbildentwurf von Traugott Müller (1929)

In der Uraufführung an der Krolloper am 8. Juni 1929 sangen Grete Stückgold, Rose Pauly, Sabine Kalter, Arthur Cavara, Dezsö Ernster, Fritz Krenn, Erik Wirl, Albert Peters und Heinrich Schultz unter der Leitung von Otto Klemperer. Die Regie übernahm Ernst Legal, die Ausstattung Traugott Müller. Die Einstudierung der Chöre oblag Karl Rankl.

## Tonträger
- 3./5. Juni 1987 – Jan Latham-König, Chor der Staatlichen Hochschule für Musik Köln, WDR Rundfunkorchester Köln.
 Elisabeth Werres (Laura), Claudio Nicolai (Eduard), Ronald Pries (Hermann), Horst Hiestermann (Herr M.), Martina Borst (Frau M.).
 Live, konzertant aus Recklinghausen; vollständige Aufnahme der Urfassung von 1929.
 Wergo 286 192-2 (CD).[5]